# Гёртс, Антониус
Антониус Йоханнес (Тон) Гёртс (нидерл. Antonius Johannes "Toon" Geurts; 29 февраля 1932, Велдховен — 5 октября 2017, там же) — нидерландский гребец-байдарочник, выступал за сборную Нидерландов на всём протяжении 1960-х годов. Участник трёх летних Олимпийских игр, серебряный призёр Олимпийских игр в Токио, бронзовый призёр чемпионата Европы, победитель многих регат национального и международного значения.

## Биография
Антониус Гёртс родился 29 февраля 1932 года в городе Велдховене региона Северный Брабант в многодетной семье — у него было семеро братьев и сестёр (родился в високосный день, поэтому обычно отмечал свой день рожденья 1 марта). В детстве долгое время не мог ходить в школу, так как во время Второй мировой войны здание школы было занято немецкими войсками. С ранних лет ради пропитания вынужден был работать на производственных предприятиях, уже в тринадцать лет работал на машиностроительном заводе в Эйндховене, позже был рабочим на консервной фабрике и на предприятии компании Philips.
Активно заниматься греблей на байдарках и каноэ начал в возрасте шестнадцати лет, проходил подготовку в Эйндховене в местном спортивном клубе «Беатрикс». Впервые принял участие в соревнованиях в 1952 году, однако долгое время не показывал сколько-нибудь значимых результатов.
Благодаря череде удачных выступлений удостоился права защищать честь страны на летних Олимпийских играх 1960 года в Риме — в двойках на тысяче метрах вместе с напарником Рюдом Кнюппе сумел дойти до финальной стадии и финишировал в решающем заезде седьмым, тогда как в программе эстафеты одиночек 4 × 500 метров совместно с Кнюппе, Кесом Лаграндом и Хиком Вейзеном остановился на стадии полуфиналов, где показал третий результат.
Первого серьёзного успеха на взрослом международном уровне добился в сезоне 1961 года, когда попал в основной состав нидерландской национальной сборной и побывал на чемпионате Европы в польской Познани, откуда привёз награду бронзового достоинства, выигранную в зачёте одиночных байдарок на дистанции 10000 метров. Будучи в числе лидеров гребной команды Нидерландов, благополучно прошёл квалификацию на Олимпийские игры 1964 года в Токио — в одиночках на тысяче метрах занял в финале шестое место, в то время как в двойках на тысяче метрах в паре с новым партнёром Паулюсом Хукстрой завоевал серебряную олимпийскую медаль, уступив на финише только шведскому экипажу Свена-Олова Шёделиуса и Гуннара Уттерберга.

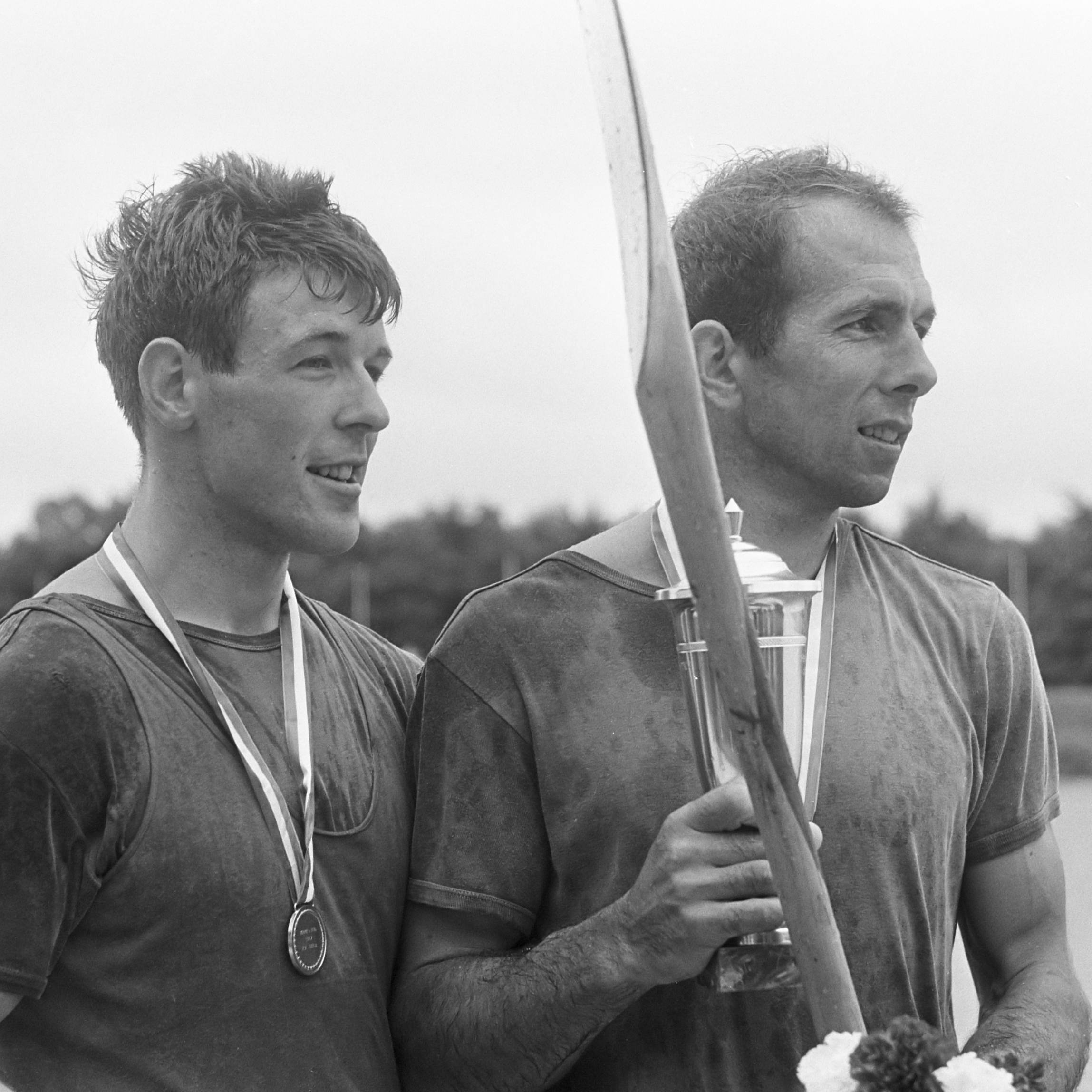
Гёртс (справа) вместе со своим напарником Паулюсом Хукстрой в 1967 году

Став серебряным олимпийским призёром, Гёртс остался в основном составе нидерландской национальной сборной и продолжил принимать участие в крупнейших международных регатах. В частности, в 1968 году он отправился представлять страну на Олимпийских играх в Мехико — они с Хукстрой вновь стартовали в километровой дисциплине двухместных байдарок, однако на этот раз стали в финале лишь четвёртыми позади СССР, Венгрии и Австрии, немного не дотянув до призовых позиций. Также он состязался здесь в четвёрках на тысяче метрах в составе экипажа, куда вошли Ян Виттенберг, Паулюс Бюншотен, Брам Мюссе, но был остановлен уже в полуфинале, где занял итоговое четвёртое место.
Вскоре по окончании Олимпиады в возрасте 36 лет Антониус Гёртс принял решение завершить карьеру профессионального спортсмена и перешёл на тренерскую работу. Долгое время занимал должность тренера в национальной сборной Нидерландов по гребле на байдарках и каноэ, но в 1984 году вынужден был оставить этот пост из-за проблем с сердцем .
Скончался 5 октября 2017 года.